# Property law (Vereinigte Staaten)
Als Property Law (Sachenrecht, Vermögensrecht) bezeichnet man im Recht der Vereinigten Staaten das Rechtsgebiet, das sich mit den Rechten (title) und Interessen (interests) an property beschäftigt. Wie das gesamte Zivilrecht unterscheidet sich das property law grundsätzlich von Bundesstaat zu Bundesstaat; es ist nicht kodifiziert, sondern baut größtenteils auf dem englischen common law auf.
Property zerfällt in personal property (~ Fahrnis) und real property/land (~ Grundeigentum). Bedingt durch die rein vertragliche Übereignung an personal property im Rahmen des Vertragsrechts liegt der Schwerpunkt traditionell in letzterem Gebiet. Das land law der Vereinigten Staaten geht zurück auf das englische Lehnssystem nach der Eroberung durch William the Conqueror. Nach englischem Recht gehörte alles Land der Krone. Eigentum an Land im eigentlichen Sinne war (und ist rechtlich bis heute) nicht möglich. Vielmehr waren die Herrschaftsrechte aus dem Lehnssystem abgeleitet und bestanden in sog. estates oder fees (von altfranz. fief, vgl. auch lat. foedus). Dieses System bildet – zumindest dogmatisch – bis heute das Rückgrat des amerikanischen real property law.

## Estates in Land(~ Besitzstände)
Das US-Recht kategorisiert die Arten von Recht in der Tradition des englischen Common Law als estates (~ Besitzstand mit voller Eigentumsausübung). Die Arten von estates sind: der fee simple absolute, die drei Arten von defeasible fees und der life estate. Die Arten des defeasible fees sind der fee simple determinable, der fee simple subject to condition subsequent und der fee simple subject to executory limitation. Der fee simple ist das umfassendste Herrschaftsrecht an Land. Er ist von unbegrenzter Dauer und frei durch Testament, gesetzliche Erbfolge und Veräußerung übertragbar (devisable, descendible, alienable). Die defeasible fees sind abhängig vom Eintritt eines Ereignisses oder einer Bedingung. Der life estate hängt von der Lebensdauer der Empfängers oder der Lebensdauer eines Dritten (altfranz.: pur autre vie) ab.

## Adverse Possession(~ Ersitzung)
Der Besitzer (possessor) von Land kann nach einer jeweils gesetzlich festgelegten Zeit den title an einer Sache erlangen, wenn er dauerhaft, offensichtlich und offenkundig (open and notorious), tatsächlich und ausschließlich (actual and exclusive) sowie hostile, d. h. ohne Zustimmung des eigentlichen Inhabers des title den Besitz an ihr innehatte. Er kann sich hierbei die Besitzdauer eines Rechtsvorgängers anrechnen lassen, wenn zwischen ihm und dem Rechtsvorgänger privity zum Beispiel durch Vertrag, Testament oder deed besteht.

## Servitudes
Zu den servitudes zählen zunächst die dinglichen positiven und negativen easements (~ Dienstbarkeiten), die vertraglichen real covenants, sowie in equity die equitable servitudes und reciprocal negative servitudes.

### Easements(~ Dienstbarkeiten)
Easements (~ Dienstbarkeiten) sind entstehen durch Gewährung (grant) eines Eigentumsinteresses ohne Besitz (nonpossessory property interest) und gewähren ihrem Inhaber, dem grantee, irgendeine Form der Nutzung oder des Genusses von fremdem Land berechtigt. Easements können positiv (affirmative) oder negativ sein. Positive beziehen sich darauf, das Land zu betreten oder etwas auf ihm zu tun. Negative beziehen sich auf Licht, Luft, Stützung oder fließendes Wasser aus künstlichen Zuflüssen. Easements sind entweder appurtenent oder in gross. Ein easement ist ein easement appurtenant, wenn es zugunsten eines herrschenden Grundstücks und zulasten eines zweiten dienenden Grundstücks besteht. Ein easement ist ein easement in gross, wenn es seinem Inhaber generell einen persönlichen oder finanziellen Vorteil im Bezug auf die Nutzung seines Landes bietet (beispielsweise das Recht, dort Leitungen zu verlegen).
Easements können durch grant, implication, necessity oder prescription entstehen. Grant meint die Gewährung durch den Eigentümers in Schriftform (aufgrund des Statutes of Frauds). Easements by implicaiton entstehen durch offensichtliche Nutzung und die angemessene Erwartung (reasonable expectation) der weiteren Nutzung. By necessity entstehen easements, wenn der grantor dem grantee ein Stück Land durch conveyance übereignet und er von diesem Land nur durch ein easement sinnvoll Gebrauch machen kann; der grantor bestimmt die örtliche Lage des easements. By prescription entsteht ein easement durch adverse possession. Adverse possession (~ Ersitzung) meint die dauerhafte Nutzung für die jeweils durch Gesetz vorgegebene Dauer, die offensichtliche und offenkundige (open and notorious) Nutzung, die tatsächliche, nicht notwendigerweise ausschließliche (!) Nutzung ohne die Erlaubnis des Rechtsinhabers am dienenden Grundstück. Liegen diese Voraussetzungen nicht vor, können mündliche Absprachen zwischen den Parteien zwar kein easement, jedoch unter Umständen eine license begründen.
Wird das easements über seinen rechtlich erlaubten Umfang hinaus genutzt, bezeichnet man dies als surcharge; der grantor kann sich in diesem Falle in equity durch eine injunction als auch in law durch damages (Schadensersatz in Geld) zur Wehr setzen.
Easements enden durch estoppel, Ende der necessity, Zerstörung (destruction) des dienenden Grundstücks, condemnation (d. h. Enteignung, sog. eminent domain), Entlassung in Schriftform, abandonment durch eine aktive Handlung, merger (Zusammenfall des Eigentums an herrschendem und dienendem Grundstück) und prescription.

### Covenants(~ Zusicherung durch Vertragsklausel)
Als covenant bezeichnet man ein Versprechen, etwas in Bezug auf Land zu tun oder zu unterlassen. Im Gegensatz zum easement ist es kein property interest, sondern rein vertraglich. Covenants können positiv (affirmative) und negativ sein. Covenants sind grundsätzlich rechtlich bindend in law; bei ihrer Verletzung kann Schadensersatz in Geld (damages) verlangt werden. Lediglich bindend in equity sind dagegen equitable servitudes; ihre Verletzung führt statt damages zu einer injunction. Equitable servitutes können unter folgenden Bedingungen gegenüber Rechtsnachfolgern Bindungswirkung entfalten: Sie müssen in Schriftform sein, die Parteien müssen den Vorsatz haben, die equitable servitude gegenüber Rechtsnachfolgern bindend zu sein, das Versprechen der servitude muss sich auf Land beziehen (touch and concern the land), d. h., es macht das Land selbst nützlicher oder wertvoller für die begünstigte Partei, und die Rechtsnachfolger müssen Kenntnis des Versprechens zum Zeitpunkt der Landnahme haben.
Ausnahmsweise kann ein Landeigentümer nach der doctrine of reciprocal negative servitudes auch an covenants gebunden sein, obwohl sich diese nicht im deed bzw. der chain of title finden. Verkauft ein Landeigentümer mehrere Grundstücke und hatte er bei Verkaufsbeginn ein allgemeines Siedlungskonzept für die Wohnbebauung (general scheme of residential development) so enthält jeder Kaufvertrag in equity einen negativen covenant oder eine implied equitable servitude, wenn der Käufer von dem Siedlungskonzept Kenntnis hatte.

## License
Die license (~ Erlaubnis) ist eine rein einseitige Erlaubnis, ein Grundstück für einen bestimmten Zweck zu betreten. Sie kann formlos erteilt werden und ist jederzeit frei widerruflich. Ausnahmsweise kann der licensee den licensor daran hindern, die license zu widerrufen: Hat er bereits finanzielle Mittel oder Arbeit im Vertrauen auf die Fortdauer der license investiert, kann er sich in equity durch estoppel zur Wehr setzen.

## Landlord and tenant law(~ Mietrecht)
Die lease (Miete) ist ein dingliches Recht. Man unterscheidet bei mehr als einem tenant (~ Mieter) folgende Arten:
Joint TenancySie vermittelt ungeteilten Anteil an der gesamten tenancy mit Übernahmerecht des Überlebenden (right of survivorship; dies bedeutet, dass die tenancy nicht Bestandteil des Erbes wird). Notwendig hierfür ist gleiche Zeit des Mietbeginns, gleicher title, gleicher interest (Dauer und Art) und gleiche Besitzrechte. Liegen Diese Voraussetzungen nicht vor, entsteht lediglich eine tenancy in common (ohne right of survivorship). Verkauft einer der joint tenants seinen Anteil, wandelt sich dieser in eine tenancy in common (ohne right of survivurship) um.
Tenancy by the EntiretyDie Tenany by the entirety entspricht weitgehend der joint tenancy und entsteht für Ehepaare.
Tenancy in Commonentsteht, wenn zwei oder mehr Personen als tenant (~ Mieter) die Wohnung bewohnen sollen, ohne dass ein Eintrittrechts des Überlebenden bei Tod des anderen (right of survivorship) entsteht.
Jede lease enthält einen implied covenant of quiet enjoyment. Dieser endet erst mit eviction (~ Räumung) durch den landlord oder einen anderen höheren Inhaber eines title. Teilweise eviction durch den landlord befreit den tenant von der Pflicht zur Zahlung des Mietzinses. Teilweise eviction durch den Inhaber eines höheren title befreit ihn nur teilweise von der Pflicht zur Mietzinszahlung.
Jede lease über Wohnraum (jedoch nicht über Gewerberäume) enthält einen implied covenant of habitability. Diese ist als public policy nicht abdingbar. Dies bedeutet, dass der landlord durch covenant verpflichtet ist, sicherzustellen, das das Gebäude zur Bewohnung durch Menschen taugt. Nach der doctrine of constructive eviction kann der tenant in diesen Fällen auf Schadensersatz in Geld (damages) klagen, wenn er das Gebäude verlässt und die lease beendet. Weitergehende Pflichten des landlords können sich aus örtliche Housing Codes ergeben.

## Mortgage(~ Hypothek)

### (Non)-Purchase-Money Mortgage
Der mortgage (~ Hypothek) ist ein von den Parteien 1) zur Kreditsicherung (collateral) bestellter 2) security interest (~ Sicherungsinteresse) an einem Grundstück. Der Schuldner heißt mortgagor, der Gläubiger heißt mortgagee. Es werden zwei Arten von mortgage unterschieden: die purchase-money mortgage und die non-purchase-money mortgage. Erstere sichert gerade den Kredit zum Erwerb der gesicherten Grundstücks ab, letztere sichert etwas anderes als den Erwerb des gesicherten Grundstücks ab. Die purchase-money mortgage genießt gegenüber der non-purchase-money mortgage Priorität.

### Foreclosure(~ Zwangsvollstreckung)
Zahlt der mortgagor nicht auf seinen Kredit, kann der mortgagee sich aus dem Verkaufserlös des Grundstücks befriedigen. Hierzu muss er das rechtliche Verfahren der foreclosure einleiten. Reicht der Verkaufserlös des Grundstücks nicht aus, kann er sodann eine Klage gegen den mortgagor persönlich einleiten, die sog. deficiency action. Sämtliche niederrangige interests (beispielsweise niederrangige mortages) enden mit der foreclosure. Höherrangige interests bleiben bestehen. Notwendige Voraussetzungen für das Ende der junior interests ist jedoch, dass sämtliche Inhaber von junior interests sowie der mortgagor am Verfahren teilnehmen. Vergisst der mortgagee dies, bleiben junior interests bestehen.

### Redemption
Dem mortgagor steht in equity das Recht zu, die foreclosure durch Zahlung der offenen mortgage-Summe zu verhindern (equitable redemption). Dieses Recht besteht bis zum Datum des Verkaufs und ist nicht vertraglich abdingbar. Einige Staaten erkennen daneben auch eine statutory redemption an; diese erlaubt die Abwendung der foreclosure durch Zahlung des Kaufpreises.

## Conveyance(~ Übertragung von Land)
Die Veräußerung eines estate geschieht in zwei Akten: dem Vertrag und dem closing (~ Vertragsabschluss). Ab dem Zeitpunkt des Kaufvertrages hat der Käufer equitable title, ab dem closing hat er legal title. Nach dem Statute of Frauds muss der Vertrag in Schriftform sein und von der Partei unterzeichnet, gegen die geklagt wird; der Vertrag muss das Land hinreichend beschreiben und gegen consideration (~ Gegenopfer) abgeschlossen werden.
Gutgläubige Erwerber (bona fide purchaser, IPA: boʊnəˈfaɪdi) sind vor einem Doppelverkauf des Veräußerers geschützt; hierfür müssen sie entgeltlich (for value) erwerben und dürfen keine Kenntnis vom vorherigen Erwerb haben. Nicht for value erwerben Schenkungsempfänger (donees), Erben (heirs) und Erben aufgrund gesetzlicher Erbfolge (devisees). Zu ihrem Schutz können sie lediglich in Ausnahme fällen die shelter rule geltend machen. Nach dieser Regel kann jeder, der von einem gutgläubigen Erwerber selbst erwirbt, seinerseits erwerben, selbst wenn bei ihm die Voraussetzungen des bona fide-Erwerbs nicht vorliegen.

## Zoning laws(~ Bauverordnungen)
Zoning laws sind Gesetze und Verordnungen, die die Nutzung von Land regulieren. Wichtig sind zwei Typen von zoning laws: cumulative zoning und noncumulative zoning. Bei cumulative zoning existiert eine Hierarchie der möglichen Landnutzung. Die Reihenfolge geht beispielsweise von Einfamilienhäusern in verschiedenen Stufen bis zu Industriegebieten. Erlaubt ist jeweils nur die Landnutzung oberhalb der Stufe in der Verordnung. Bei noncumulative zoning ist die Landnutzung nur für den in der Rechtsgrundlage genannten Typ erlaubt.